# التجنيد الإجباري في الولايات المتحدة

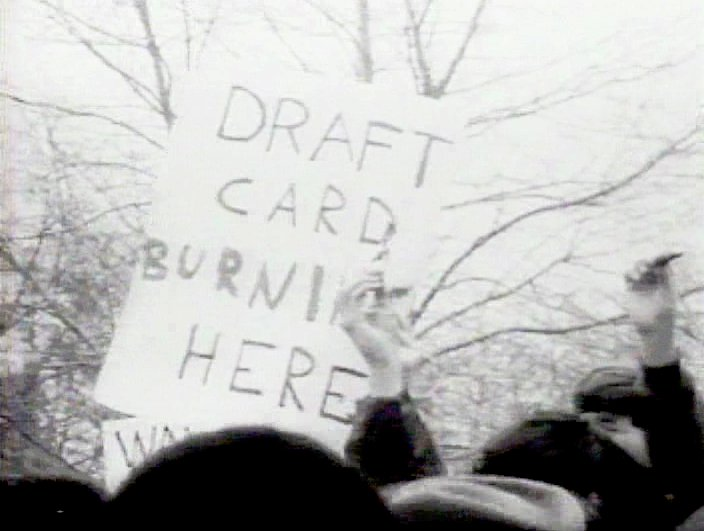
هذه لقطة شاشة مأخوذة من لقطات نشرة أخبار المجال العام لشركة يونيفرسال نيوز، التي قدمتها MCA في المجال العام في عام 1976، تظهر اللقطات احتجاجا مناهضا للحرب في مدينة نيويورك في عام 1967، بما في ذلك مجموعة من الشباب يحرقون بطاقات التجنيد الخاصة بهم. أقيم الاحتجاج في مرج الأغنام في سنترال بارك؛ يصفه المؤلف (جيري إلمر) بأنه "أول حرق واسع النطاق لبطاقات السحب الفردية من قبل المقاومين،

وظفت الحكومة الفيدرالية للولايات المتحدة التجنيد الإجباري خلال ستة نزاعات حصلت: الحرب الثورية الأميركية، والحرب الأهلية الأميركية، والحرب العالمية الأولى، والحرب العالمية الثانية، والحرب الكورية، وحرب فيتنام. دخل تطبيق الخدمة الإجبارية حيز التنفيذ للمرة الرابعة سنة 1940 عبر قانون التدريب والخدمة والعسكرية الانتقائيين. كان ذلك أول تجنيد إجباري تقيمه البلاد خلال أوقات السلم. بين عامي 1940 و1973، أثناء فترات السلم والصراع، جُنّد الرجال لملء الشواغر في القوات المسلحة الأمريكية التي لم يمكن ملؤها طوعًا. انتهى التجنيد الإجباري سنة 1973 عندما انتقلت القوات المسلحة الأمريكية إلى تجنيد جيش كامل من المتطوعين. مع ذلك، بقي التجنيد الإجباري سارٍ في حال الطوارئ على جميع مواطني الولايات المتحدة الذكور، بصرف النظر عن مكان إقامتهم، وأيضًا المهاجرين الذكور المسجلين وغير المسجلين منهم، المقيمين في الولايات المتحدة، الذي تتراوح أعمارهم بين 18 و25 سنة، إذ يطالبون بالتسجيل ضمن نظام الخدمة الانتقائية. لا يزال القانون الفدرالي للولايات المتحدة ينص على التجنيد الإجباري للرجال الذين تتراوح أعمارهم بين 17 و45 سنة وبعض النساء أيضًا ضمن الميليشيا الأمريكية عملًا بالمادة الأولى، القسم الثامن من دستور الولايات المتحدة والقسم العاشر من القانون ذي الرمز 246.

## تاريخ
خلال الحقبة الاستعمارية الأمريكية، استخدمت المستعمرات الثلاث عشرة نظام الميليشيا للدفاع عن نفسها. اقتضت قوانين الميليشيا الاستعمارية -لدى الولايات المتحدة بعد الاستقلال ولدى ولايات أخرى- التحاق الذكور من ذوي القدرة في صفوفها، والخضوع كحد أدنى للتدريب العسكري، والعمل لفترات محدودة في الخدمية الحربية أو الطوارئ. اشتمل الشكل الأول من الخدمة الإجبارية اختيار مجندين من الميليشيا للخدمة في حملات معينة. في أساسيات ذلك النظام، أوصى المؤتمر القاري في عام 1778 بأن تجند الولايات رجالًا من ميليشياتها لخدمة سنة واحدة في الجيش القاري (جيش تشكل بعد اندلاع الثورة الأمريكية على يد المستوطنين في الولايات المتحدة الأمريكية)؛ طبق هذا التجنيد الوطنني على نحو غير منتظم ولم يتمكن من ملء الرتب القارية.
فيما يتعلق بالعمليات طويلة الأجل، كان يوظف التجنيد الإلزامي عند عدم كفاية المتطوعين أو جنود الاحتياط لجمع القوى البشرية اللازمة. أثناء الحرب الثورية الأميركية، استعانت الولايات في بعض الأحيان بالرجال للانضمام لصفوف الميليشيا أو لملء وحدات الجيش القاري التابعة للولاية، ولكن الحكومة المركزية لم تكن تتمتع بالسلطة اللازمة للحشد سوى للتجنيد البحري. بعد التصديق على الدستور، سمحت المادة الأولى، الفقرة الثامنة، القسم الخامس عشر للكونغرس بفرض التجنيد. منحها ذلك السلطة اللازمة لحشد الميليشيا من أجل تنفيذ قوانين الاتحاد، وقمع العصيان، وصد الغزوات؛ نصت الفقرة الثامنة، القسم السادس عشر من نفس المادة على السماح للكونغرس بتنظيم وتسليح وتدريب الميليشيا، وإدارة الجزء منهم الذي يمكن توظيفه ضمن الخدمة العسكرية للولايات المتحدة، محافظًا على حق الولاية في تعيين الضباط، وتفويضه تدريب الميليشيا تبعًا لنظام التدريب المحدد من قبل الكونغرس. تنص المادة الثانية، الفقرة الثانية، القسم الأول على كون الرئيس هو القائد الأعلى للميليشيا. يحمي التعديل الثاني على الدستور من انتهاك ضوابط الميليشيا، نظرًا لضرورتها في تأمين دولة حرة. حدد القانون الثاني للميليشيا لعام 1792 المجموعة الأولى التي يمكن القول فيها «كل مواطن أبيض حر قادرًا جسديًا» يتراوح سنه بين 18 و45 سنة.
خلال حرب عام 1812، حاول الرئيس جيمس ماديسون ووزير الحرب جيمس مونرو تشكيل جيش وطني مكون من 40 ألف جندي، ولكن محاولتهما باءت بالفشل. انتقد الاقتراح بشدة في مجلس النواب من قبل عضو الكونجرس عن ولاية نيوهامبشير المناهض للحرب دانييل ويبستر.

### الحرب الأهلية
وظفت الولايات المتحدة أول تجنيد إلزامي لها خلال الحرب الأهلية الأمريكية. أنت الغالبية العظمى من القوات من المتطوعين؛ من جنود الاتحاد البالغ عددهم 22 مليون و200 ألف مقاتل، كان نحو 2% منهم مجندين إلزاميًا، و6% آخرون كانوا جنود بدل دفع لهم من قبل مجندين آخرين.
كان عدد سكان الولايات الكونفدرالية الأمريكية أقل بكثير من عدد سكان الاتحاد، واقترح الرئيس الكونفدرالي جيفرسون ديفيس أول قانون للتجنيد الإجباري في 28 مارس 1862؛ وأُقر قانونيًا في الشهر التالي. كانت حركة المقاومة عنيفة وواسعة النطاق، وحصلت مقارنات بين التجنيد والاستعباد.
سمح كلا الجانبين للمجندين باستئجار بدائل للخدمة في مكانهم. في الاتحاد، قدمت العديد من الولايات والمدن رواتب وعلاوات للالتحاق بالخدمة. كما نظموا سبلًا بديلة عن الالتحاق بالخدمة عبر ادعاء امتلاك العبيد المحررين المجندين لدى جيش الاتحاد.
على الرغم من لجوء كلا الجانبين إلى التجنيد الإلزامي، إلا أن النظام لم يعمل بكفاءة لدى أي منهما. في السادس عشر من أبريل سنة 1262، أصدر المؤتمر الكونفدرالي قانونًا يقضي بالخدمة العسكرية لمدة ثلاث سنوات لكل الذكور البيض بين سن 18 و35 سنة من غير المعفين قانونيًا؛ توسع نطاق التكليف فيما بعد.
أقر الكونجرس الأمريكي قانون الميليشيات لعام 1862، الذي شابه قانون عام 1792 ما عدا السماح للأميركيين من أصل أفريقي الالتحاق بالميليشيات والسماح بتجنيد الميليشيا ضمن الولاية في لم تستطع أن تفي بحصتها مع المتطوعين. فشل تطبيق هذا النظام الذي تديره الولاية، ووافق الكونغرس على قانون عام 1863، وهو أول قانون تجنيد وطني صريح، ليحل محل قانون الميليشيات لعام 1862، الذي نص على التحاق كل مواطن ذكر، بمن فيهم المهاجرين الذين قدموا طلبًا للحصول على الجنسية، وتتراوح أعمارهم بين 20 و45 سنة، ما لم يستثنهم القانون. وظف جيش الاتحاد آلية مدروسة لإدراج الرجال وتجنيدهم. كُلفت كلا ولاية بحصة محددة من المجندين، ويتم تأمين النقص في المجندين عن طريق التجنيد الإجباري.
مع ذلك، كان الرجال المجندون قادرين على تقديم بدائل، وحتى منتصف عام 1864 كان بإمكانهم تجنب الخدمة العسكرية من خلال دفع بدل مادي. جمع العديد من الرجال المؤهلين للخدمة أموالهم لتغطية تكاليف تجنيد أي منهم. استخدمت العوائل مدخرات الاحتياط لتحديد أي فرد ينبغي أن يذهب إلى الجيش وأي سيبقى في المنزل. كانت الوسيلة الشائعة الأخرى للبدل هي دفع المال لجندي أوشكت مدة خدمته على الانتهاء، كانت ميزة هذه الطريقة هي إمكانية احتفاظ الجيش بجندي مدرّب بدلًا من مجند حديث. من بين 168,649 مجندًا لدى جيش الاتحاد، كان 117,986 منهم مجندًا بديلًا، تاركين 50,663 فقط مجندين إلزاميًا. كان هناك الكثير من التهرب والمقاومة العلنية للخدمة الإلزامية، وكانت أعمال الشغب التي شهدتها مدينة نيويورك ردًا مباشرًا على التجنيد الإجباري وكانت أول مقاومة واسعة النطاق ضد التجنيد الإجباري في الولايات المتحدة.
تفاقمت مشكلة الإنشقاق لدى الكونفدراليين نتيجة للنزعة غير العادلة في تجنيد الضباط والقضاة المحليين. تعفي قوانين الكونفدرالية الثلاثة للتجنيد فئات معينة، أبرزها طبقة الأرستقراطيين الجنوبيين، وغالبًا ما شهد تكليف الضباط والقضاة المحليين المحسوبية، وقبلوا بالرشاوى أحيانًا. أُحبطت المحاولات الرامية إلى التعامل بفعالية مع القضية بسبب الصراع بين الحكومات المحلية من جهة والحكومة الوطنية الكونفدرالية من جهة أخرى.